# Bugatti Tipo 13
La Bugatti Tipo 13 fu la prima automobile prodotta dalla casa francese Bugatti e rimase in produzione dal 1910 al 1926.

## Profilo
La vettura venne progettata verso la fine del 1909, mentre Ettore Bugatti era in procinto di aprire la sua nuova fabbrica, quella che avrebbe portato il suo nome e che avrebbe reso tale nome famoso in tutto il mondo. Ciò che Ettore Bugatti aveva sempre avuto in mente per la vettura ideale fu il perfetto connubio fra prestazioni e leggerezza. Perciò come base di partenza venne scelta la Tipo 10, universalmente considerata dagli storici come il prototipo da cui sarebbe poi stata derivata proprio la Tipo 13. Si trattava di una vettura le cui dimensioni contenute, unite alle sue caratteristiche tecniche d'avanguardia, avrebbero posto la nuova vettura al centro dell'attenzione. I primi esemplari vennero consegnati nel 1910.

### Caratteristiche
La Tipo 13 era una piccola autovettura che nasceva su un telaio in acciaio costituito da longheroni con sezione a C e traverse in acciaio, con interasse di 2 metri. Come la Tipo 10 da cui prendeva origine, anche la Tipo 13 era dotata di sospensioni ad assale rigido, con balestre anteriori e posteriori semiellittiche. Molte fonti riportano in realtà un retrotreno a quarti di balestra, ma in realtà pare sia appurato già da diversi decenni che la Tipo 13 monti delle balestre semiellittiche, e che la confusione nasca dal fatto che a montare dei quarti di balestra al retrotreno siano state le Tipo 22 e Tipo 23, strettamente imparentate con la Tipo 13 sul piano tecnico, ma caratterizzate da un passo maggiore rispettivamente di 40 e addirittura 55 cm. In ogni caso, su entrambi gli assi erano montati ammortizzatori a frizione, mentre l'impianto frenante prevedeva un freno di servizio a nastro agente sulla trasmissione: quest'ultima era affidata ad un cambio a 4 marce non sincronizzate (che agiva anche da traversa di rinforzo del telaio), il quale trasferiva al retrotreno la coppia motrice del suo propulsore. Proprio il "cuore" della Tipo 13 è la parte che incorpora i contenuti più all'avanguardia: costituito da 4 cilindri in linea, questo motore era una variante rialesata dell'unità da 1,2 litri che già equipaggiava la Tipo 10 e che nel caso del nuovo modello raggiungeva una cilindrata di 1327 cm3. L'aspetto più innovativo di questo motore stava nello schema di distribuzione, del tipo ad asse a camme in testa (con due valvole per cilindro), uno schema a dir poco rivoluzionario in un'epoca in cui non era molto comune neppure un motore a valvole in testa con asse a camme laterale. Nelle prime Tipo 13, questo motore erogava una potenza massima di 15 CV, un valore che se oggi può apparire irrisorio, era in realtà più che dignitoso per l'epoca, se confrontato con motori dell'epoca e di cilindrata simile. Grazie al suo peso contenuto in poco più di quattro quintali, le prime Tipo 13 potevano comunque già raggiungere una velocità massima di 90 km/h.
L'aspetto stilistico della vettura, prevista con carrozzeria torpedo o sport biposto, era sintetizzabile in un'estrema essenzialità, sebbene non mancò di riscuotere consensi anche per le sue finiture accurate, specie nella versione torpedo, la più borghese fra le due: la parte più degna di nota fu senza dubbio il radiatore di forma ovale, che dopo la guerra si sarebbe evoluto nell'ancor più celebre radiatore a ferro di cavallo, il quale fece così il suo debutto già nel primo modello della casa di Molsheim, sebbene fin dall'inizio vi fossero stati non pochi esemplari con un radiatore di forma più spigolosa. Per il resto, la torpedo si differenziava dalla versione più sportiva essenzialmente per la presenza di parafanghi e predellini e per i rivestimenti più pregiati, oltre che per la capote ripiegabile.

### Carriera commerciale

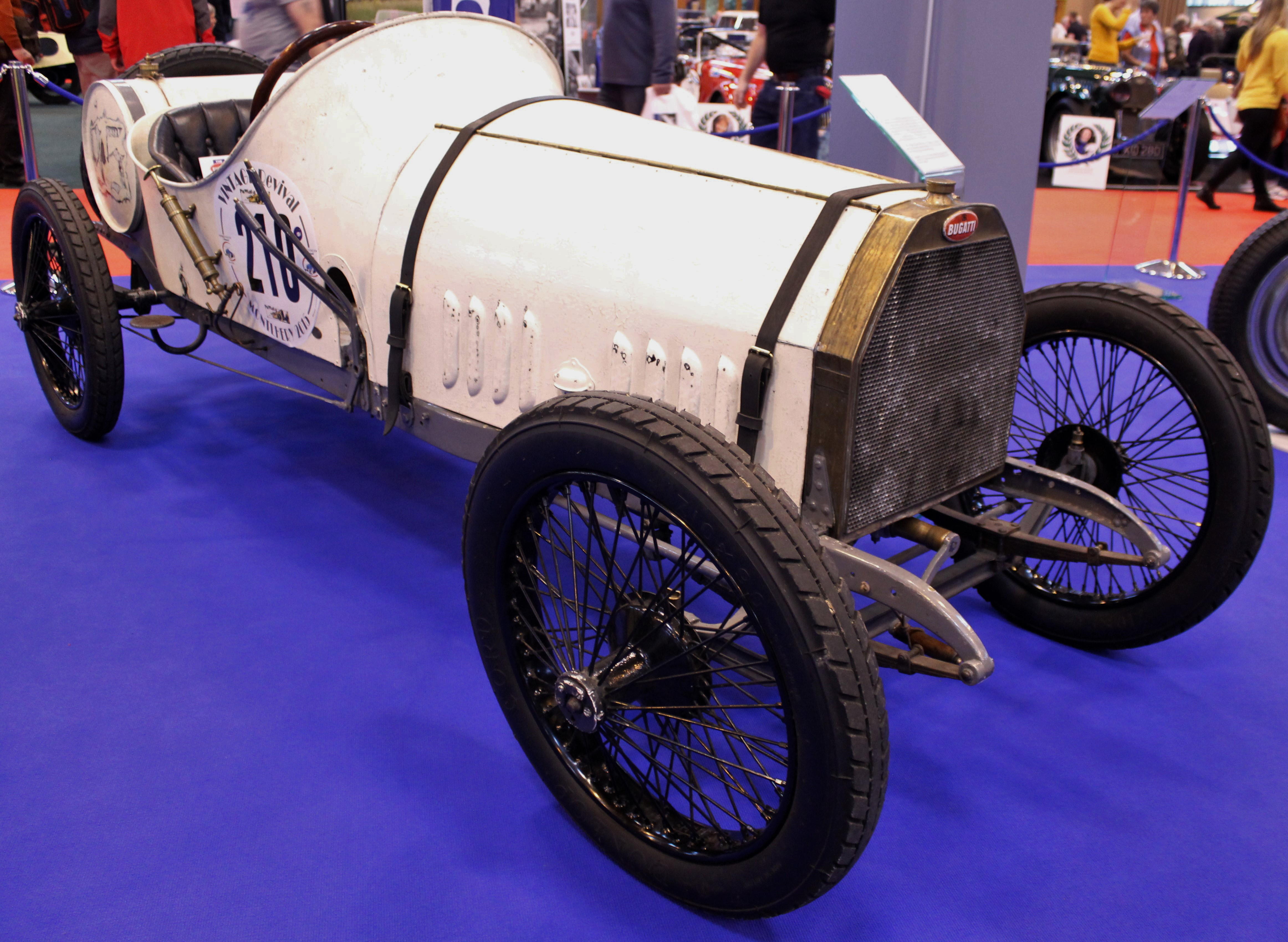
Una delle primissime Tipo 13 con carrozzeria sport biposto destinata ad un impiego in campo agonistico

La carriera commerciale della Tipo 13 si divise fra il periodo pre-bellico e quello post-bellico: nel primo periodo la Tipo 13 conobbe una carriera commerciale legata quasi esclusivamente alle vetture stradali, mentre il periodo successivo alla fine della prima guerra mondiale vide l'ascesa della Tipo 13 in campo agonistico, con molti esemplari allestiti come vettura sport. Le prime Tipo 13 del 1910 vennero commercializzate ad un prezzo di 7 milioni di marchi, poiché la città di Molsheim si trova in un'area, l'Alsazia, che fino allo scoppio della Prima Guerra Mondiale apparteneva all'Impero Tedesco. Durante il 1910 furono solo cinque gli esemplari consegnati, ma già nel 1911 tale cifra salì a 75. Non pochi furono gli aggiornamenti occorsi alla Tipo 13 nel corso della sua carriera commerciale: poco tempo dopo il suo lancio, le ruote in legno vennero sostituite da ruote a raggi in acciaio. Nel 1912, la cilindrata venne aumentata a 1368 cm3 grazie al lieve aumento dell'alesaggio, da 65 a 66 mm. La potenza massima conobbe dal canto suo un aumento del 20%, portandosi a 18 CV.
La Tipo 13 venne riproposta anche al termine della guerra, quando i territori dell'Alsazia e della Lorena divennero francesi: non senza ulteriori e sostanziose novità. Nel frattempo, si procedette infatti ad una pesante rielaborazione della testata, che divenne a quattro valvole per cilindro, facendo della Tipo 13 la piccola vettura plurivalvole al mondo, la più piccola fra gli allora rari esempi di vettura dotata di tale tipologia di motore. In questo modo la potenza massima crebbe notevolmente, portandosi a ben 30 CV, permettendo alla piccola Bugatti di raggiungere una velocità massima di 125 km/h. Fra le altre novità, vanno ricordati i supporti dell'albero a gomiti in metallo bianco e i pistoni in lega di alluminio. Le versioni destinate alle competizioni erano inoltre dotate di accensione a due magneti e a due candele per cilindro.
Nel 1921 la cilindrata conobbe un più significativo aumento, portandosi a 1453 cm3 mediante ulteriore rialesatura: furono gli ultimi aggiornamenti per la Tipo 13 destinata ad un uso stradale visto che di lì a poco sarebbe stata tolta di produzione. Non fu così invece per la Tipo 13 da competizione, la quale riuscì a ritagliarsi alcuni anni di carriera agonistica in più poiché forte di successi clamorosi che attirarono su di sé l'attenzione e l'entusiasmo del pubblico. La Tipo 13 venne così prodotta ancora in qualche decina di esemplari fino al 1926. Alla fine della sua carriera commerciale, la Tipo 13 venne prodotta complessivamente in 435 esemplari.

### La carriera sportiva

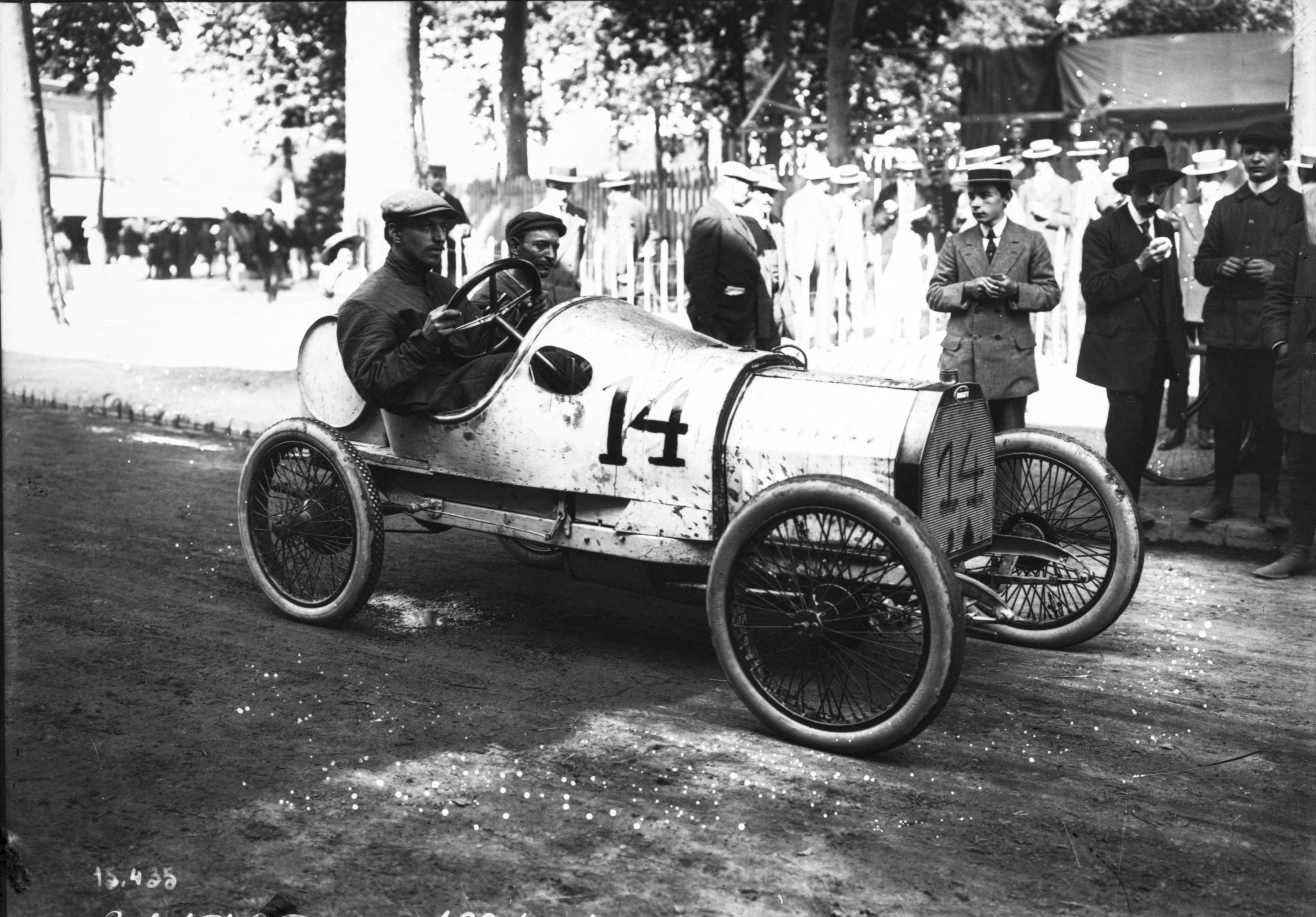
La Tipo 13 di Friederich, seconda al Gran Premio di Francia del 1911

Consapevolmente o meno, la Tipo 13 fu la vettura che introdusse per prima il concetto di rapporto peso/potenza, oggi ampiamente utilizzato nel campo delle competizioni ed anche nell'ambito delle sportive moderne. E delle competizioni, la Tipo 13 fece il suo fiore all'occhiello, l'ambito principale attraverso il quale la vetturetta di Molsheim viene ancor oggi ricordata. L'attività sportiva della Tipo 13 prese il via già poco dopo il suo lancio commerciale, anche se fu nell'immediato primo dopoguerra si ebbero i risultati più esaltanti.
Nel 1911 la Tipo 13 ottenne il suo primo significativo risultato in gara, non una vittoria ma un più che dignitoso secondo posto al Gran Premio di Francia dietro alla Fiat S61 di Victor Hémery. Al volante di questa Tipo 13 fu il francese Ernest Friderich (che tra l'altro partecipò anche alla fondazione della stessa Bugatti).
Per le sue caratteristiche di peso e cilindrata, la Tipo 13 poteva essere omologata nella categoria Voiturettes (vetturette in francese), che prevedeva un peso a vuoto entro i 500 kg e una cilindrata entro gli 1,4 litri. E per questo motivo la Tipo 13 venne iscritta alla Coupe des Voiturettes del 1920, una gara riservata appunto a queste piccole vetture appositamente allestite e preparate, e che si teneva sul Circuit de la Sarthe a Le Mans. Fu ancora Ernest Friderich a rendersi protagonista, questa volta conducendo la sua Tipo 13 alla vittoria assoluta dopo una gara entusiasmante che vide avvicendarsi al comando altri due piloti su Bugatti Tipo 13, vale a dire Michele Baccoli e Pierre de Vizcaya.

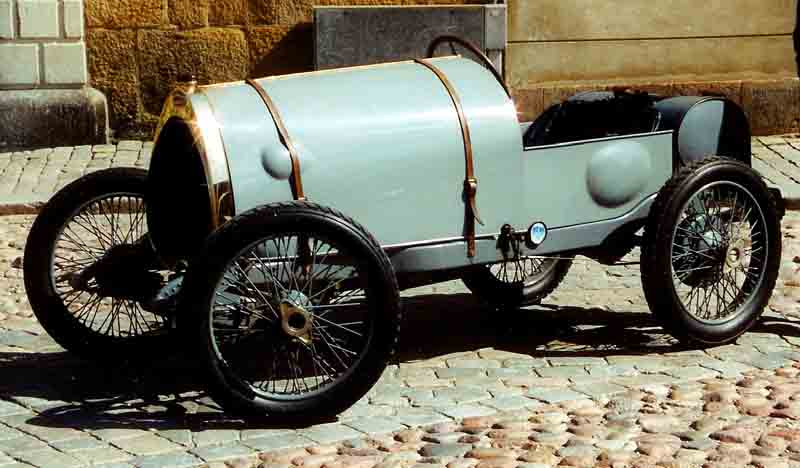
Una Tipo 13 Brescia: quattro vetturette come questa dominarono il Circuito di Montichiari nel 1921

Nel 1921 arrivò il risultato più eclatante: quell'anno, al Circuito di Montichiari (BS), si tenne il Gran Premio d'Italia Internazionale, Automobili - Aeroplani, Circuito di Brescia, come venne denominata per esteso la manifestazione. In tale occasione furono schierate ben quattro Tipo 13, tre delle quali pilotate dai tre piloti che già si erano resi protagonisti l'anno prima a Le Mans, ossia Friderich, Baccoli e De Vizcaya. La quarta vettura fu invece affidata all'italiano Piero Marco. Ebbene, nella categoria Voiturettes queste quattro vetture giunsero ai primi quattro posti al termine di questa gara, vinta ancora una volta da Friderich e consolidando una volta per tutte il mito della Tipo 13, piccola, semplice e apparentemente con poche carte da giocare in ambito agonistico, ma in realtà assai competitiva. Ciò che venne consolidato fu anche la reputazione di Ettore Bugatti come costruttore di vetture sportive, una reputazione che il costruttore italiano non avrebbe mancato di ribadire negli anni seguenti con la grande saga della Tipo 35.
La Tipo 13 vittoriosa al circuito di Montichiari era equipaggiata con un motore simile a quello delle altre Tipo 13, ma con cilindrata portata da 1453 a 1496 cm3, grazie al quale si raggiungevano inizialmente potenze nell'ordine dei 40 CV. Tale motore era sempre del tipo plurivalvole con asse a camme in testa e con accensione a doppia candela, in maniera tale da ottimizzare il rendimento termico del propulsore. In questo modo, queste vetturette riuscivano ad avere ragione anche di vetture più moderne e potenti, ma penalizzate dal maggior peso. Dopo il grande successo di Brescia, tutte le Bugatti equipaggiate con motore a quattro valvole per cilindro vennero soprannominate Tipo 13 Brescia, in onore a quella storica impresa e ai grandi piloti che la resero possibile. Tale denominazione venne applicata anche ai modelli Tipo 22 e 23 dotati di motore a 16 valvole. Nelle successive evoluzioni, avutesi fino al 1926, il motore delle Tipo 13 raggiunse addirittura la soglia dei 50 CV di potenza massima, raggiungendo punte velocistiche di ben 150 km/h.
La numerazione dei telai di questo modello ebbe inizio con il n.361 e la più antica "Tipo 13" esistente è la n.365, conservata al Museo nazionale della tecnica di Praga.

### Dati tecnici
- Motore: 4 cilindri in linea a testa fissa e valvole in testa
- Cilindrata: 1327, 1368, 1453 e 1496 cm³
- Potenza max: da 15 a 30 CV per le stradali e da 30 a 50 CV per le vetture da competizione;
- Trasmissione: trazione posteriore, cambio a 4 velocità con frizione multidisco in umido;
- Velocità massima: tra i 95 ed i 125 km/h a seconda della motorizzazione per le stradali; fino a 150 km/h per le versioni da competizione.